# Gründlingsverwandte
Die Gründlingsverwandten (Gobionidae) sind eine Familie der Karpfenartigen (Cypriniformes). Sie leben mit über 200 Arten in China, Japan und Korea, die Gattung Gobio auch in Nordasien und in Europa. Gründlingsverwandte halten sich bevorzugt in unteren und mittleren Wasserschichten auf.

## Merkmale
Die Gründlingsverwandten sind kleine bis mittelgroße Süßwasserfische. Sie unterscheiden sich von den anderen Unterfamilien der Karpfenfische durch die Form des Stirnbein und des Supraoccipitale, eines weiteren Schädelknochens, sowie durch charakteristische Bildungen an den vorderen Wirbeln, die bei einigen Gattungen der Gründlingsverwandten verknöcherte Schwimmblasenkapseln bilden. Die ersten drei Flossenstrahlen der Rückenflosse sind stets ungeteilt und niemals stark verknöchert. Das Seitenlinienorgan verläuft, wenn es nicht reduziert ist, auf der Mitte des Schwanzflossenstiels. Gründlingsverwandte haben eine oder zwei Reihen Schlundzähne. Die Schnauzenspitze trägt niemals Barteln.

## Gattungen
- Abbottina Jordan & Fowler 1903.
- Biwia Jordan & Fowler 1903.
- Coreius Jordan & Starks, 1905.
- Coreoleuciscus Mori 1935.
- Gnathopogon Bleeker, 1860.
- Gobio Cuvier, 1816.
- Gobiobotia Kreyenberg, 1911.
- Gobiocypris  Ye & Fu 1983.
- Hemibarbus Bleeker 1860.
- Ladislavia Dybowski 1869.
- Microphysogobio Mori, 1934.
- Paracanthobrama Bleeker, 1864.

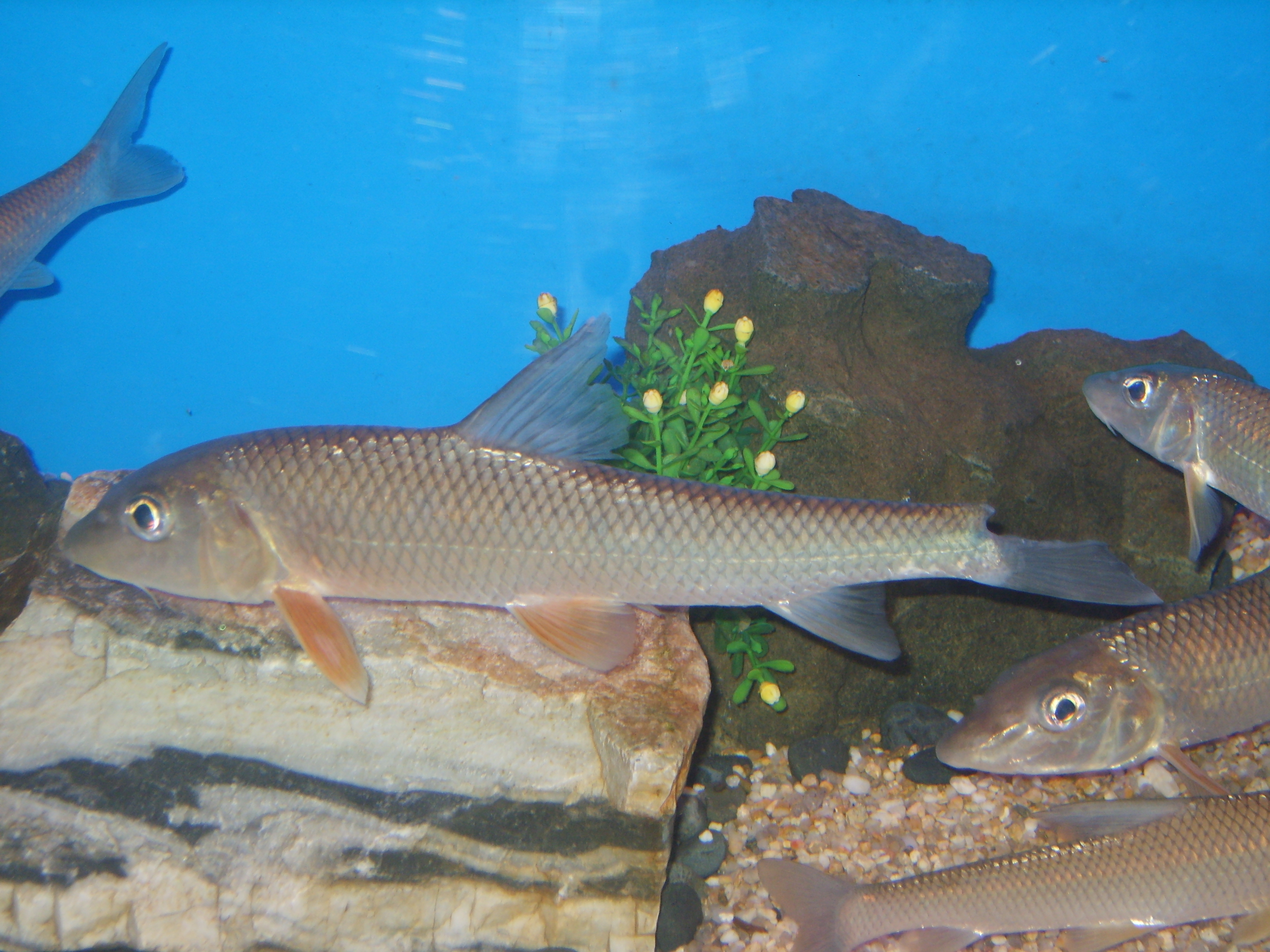
Hemibarbus labeo

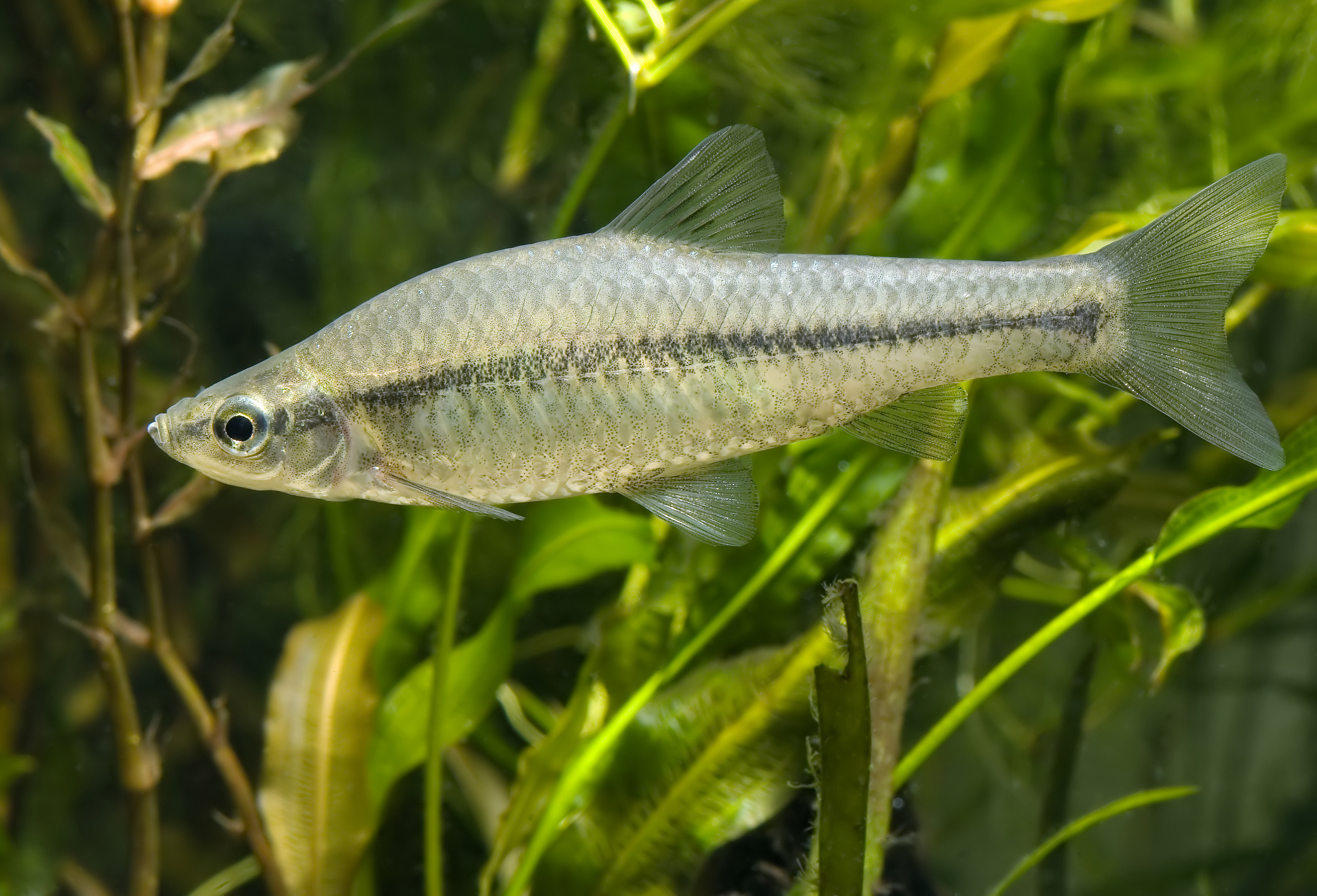
Blaubandbärbling (Pseudorasbora parva)

- Platysmacheilus Lu, Luo & Chen 1977.
- Pseudogobio Bleeker, 1860.
- Pseudorasbora Bleeker, 1860.
- Pungtungia Herzenstein 1892.
- Romanogobio Bănărescu, 1961 (mit der ausgestorbenen Art Romanogobio antipai).
- Sarcocheilichthys Bleeker, 1860.
- Saurogobio Bleeker, 1870.
- Squalidus Dybowski, 1872.

## Systematik
Die Gründlingsverwandten wurden 1863 durch den niederländischen Ichthyologen Pieter Bleeker als Taxon eingeführt. Sie galten lange Zeit als Unterfamilie (Gobioninae) der Karpfenfische (Cyprinidae). Stout und Kollegen hoben im Jahr 2016 alle Unterfamilien der Cyprinidae in den Familienstatus. Die wissenschaftliche Fischdatenbank Catalog of Fishes übernahm dies und führt die Gründlingsverwandten ebenso wie die übrigen ehemaligen Unterfamilien der Cyprinidae inzwischen als eigenständige Familien.

## Belege
1. ↑  Richard van der Laan, William N. Eschmeyer & Ronald Fricke: Family-group names of Recent fishes. Zootaxa 3882 (2): 001–230 doi: 10.11646/zootaxa.3882.1.1
2. ↑  Stout, C.C., Tan, M., Lemmon, A.R., Moriarty Lemmon, E. & Armbruster, J.W. (2016): Resolving Cypriniformes relationships using an anchored enrichment approach. BMC Evolutionary Biology, November 2016. DOI: 10.1186/s12862-016-0819-5
3. ↑  Eschmeyer, W. N. & Fong, J. D.: Catalog of Fishes
Species by Family/Subfamily abgerufen am 11. September 2018